# Riu Kagera

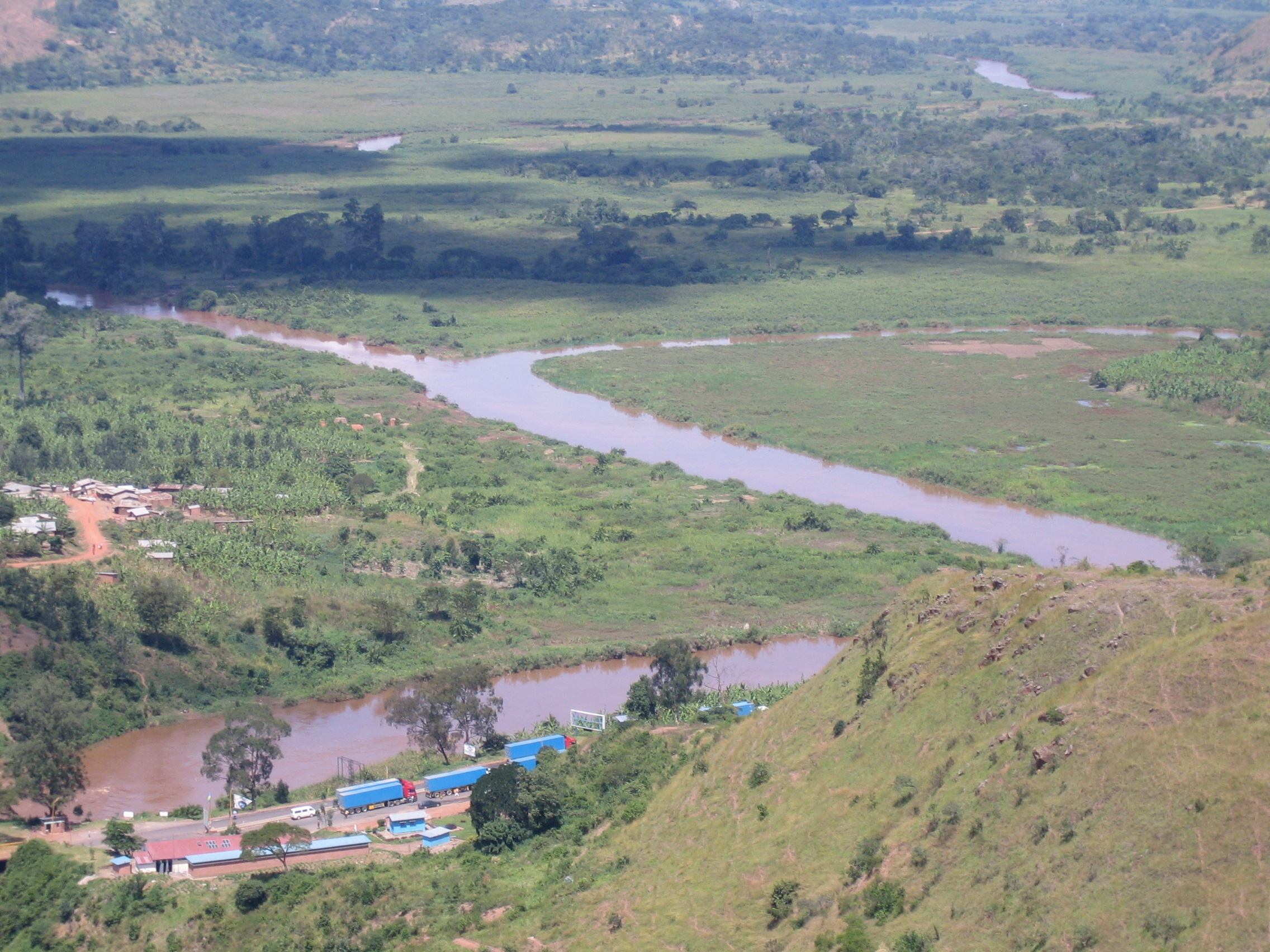
Confluència del Kagera i el Ruvubu

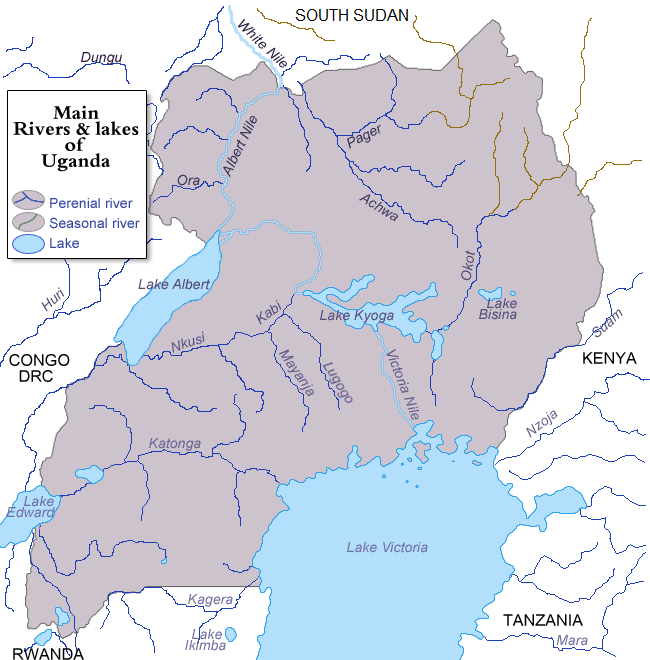
Mapa dels rius d'Uganda amb el riu Kagera

El riu Kagera, o Akagera, és la font més allunyada del riu Nil. Es troba a l'est d'Àfrica, s'origina a Burundi i desemboca al llac Victòria.

## Geografia
Té uns 400 km de llargada. Quan desemboca al Llac Victòria hi aporta 6.400 milions de metres cúbics d'aigua per any (cosa que representa el 28% de la descàrrega anual del llac). El Kagera el formen la confluència dels rius Rurubu i Nyabarongo a prop del punt més al nord del llac Tanganyika.